# Franz de Paula Penz

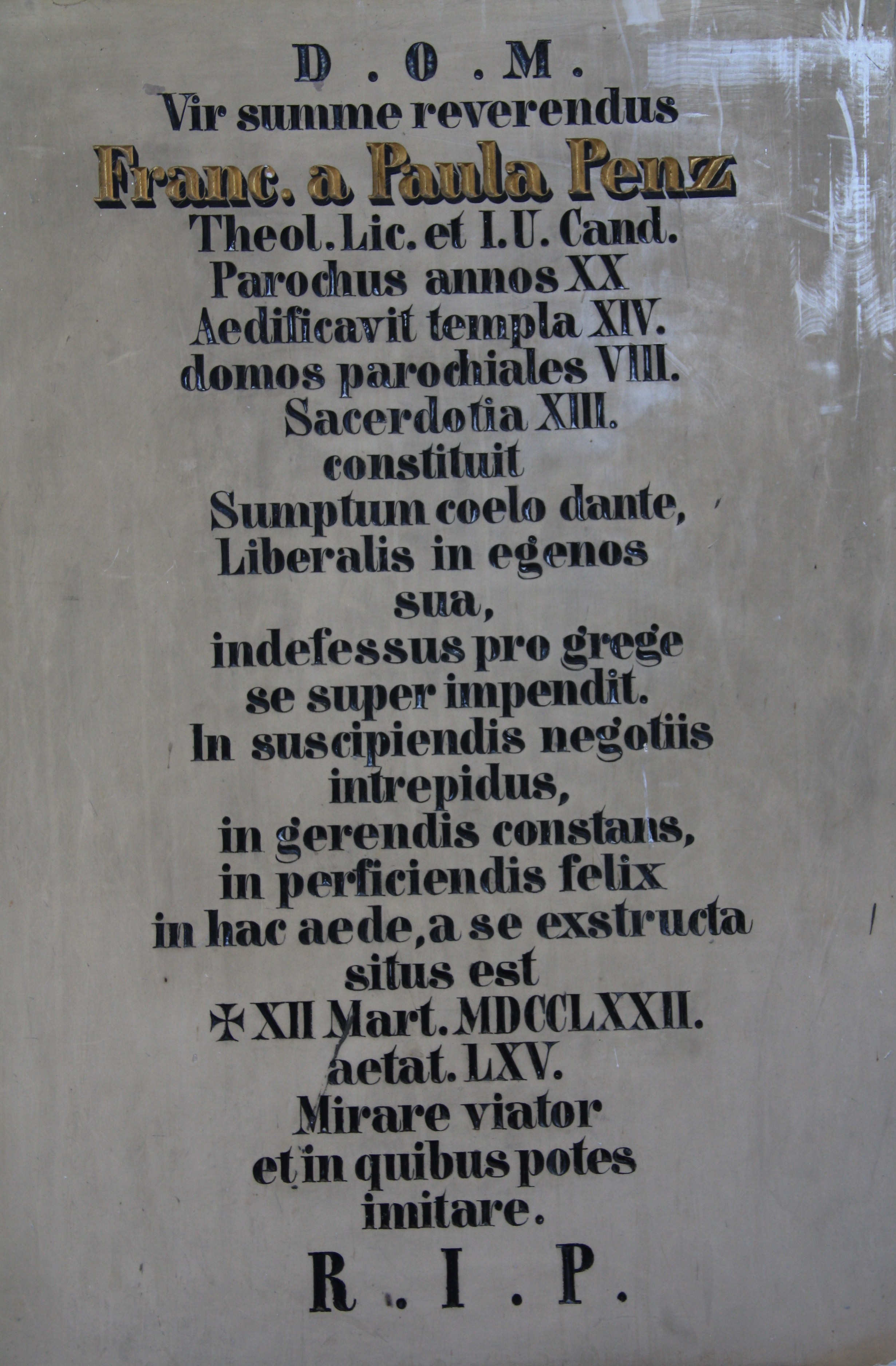
Grabstein in der Telfer Pfarrkirche

Franz de Paula Penz (* 1. April 1707 in Navis, Tirol; † 12. März 1772 in Telfes im Stubai, Tirol) war ein österreichischer Pfarrer und Architekt.

## Leben
Der Bauernsohn aus Navis studierte Theologie in Brixen und wurde 1730 zum Priester geweiht. Daneben interessierte er sich für die Baukunst und entwarf als Autodidakt schon als junger Priester Pläne für Kirchenbauten. Aufgrund dieser Begabung wurde er 1735 zum geistlichen Baudirektor bestellt. 1736 wurde er Kooperator in Telfes im Stubai, von 1753 bis zu seinem Tod wirkte er dort als Pfarrer. 
Penz entwarf zahlreiche Kirchenbauten und prägte die spätbarocke Kirchenbaukunst Tirols maßgeblich. Er plante die Bauten und schickte einen mobilen Bautrupp zur jeweiligen Baustelle, der durch Freiwillige aus dem Ort verstärkt wurde. Als sein Hauptwerk gilt die Wiltener Basilika, die von 1751 bis 1755 erbaut wurde.

## Werke

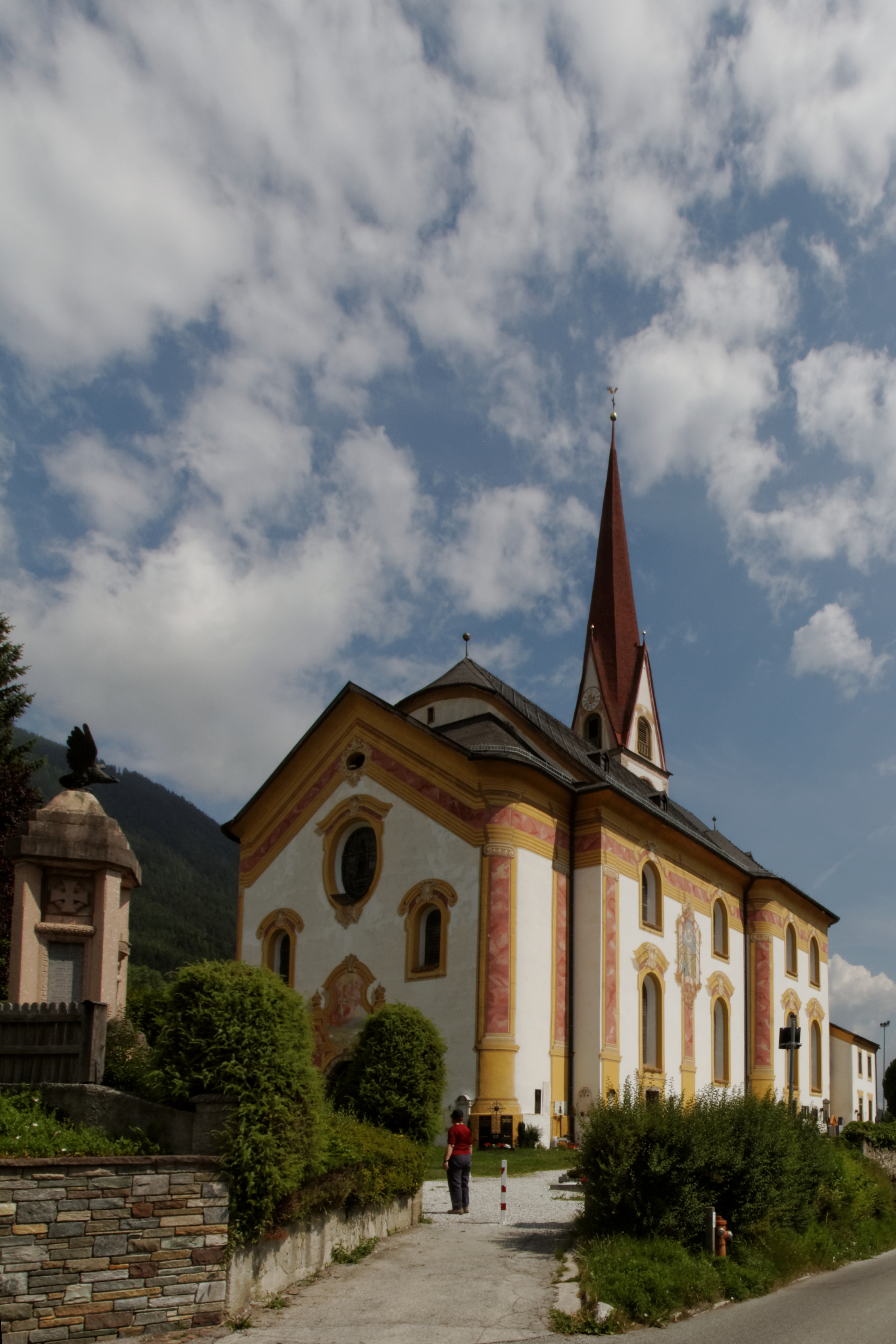
St. Pankratius Telfes

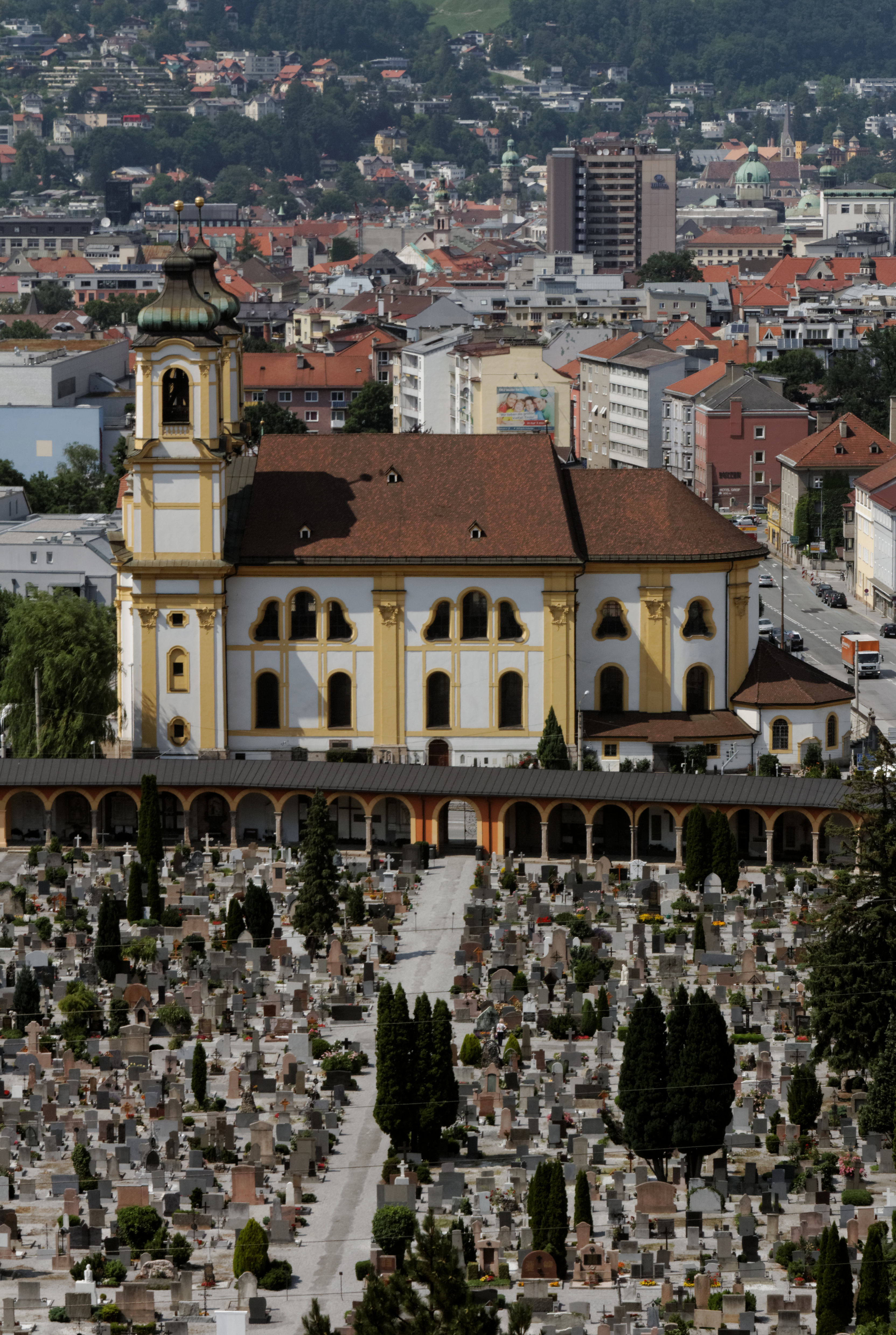
Wiltener Basilika

- 1735–1737 Verlängerung des Schiffes und Einwölbung der Pfarrkirche Hll. Johannes der Täufer und Evangelist in Arzl
- 1736 Neubau des Widums in Telfes im Stubai, ebendort auch das Altersheim für Priester in Gagers
- 1737–1739 Barockisierung der Pfarrkirche Mieders
- 1741 Errichtung einer Kuratie und Barockisierung der Pfarrkirche Gnadenwald hl. Michael und Neubau eines Widums in Gnadenwald
- 1742 Bau des Widums in Weerberg
- 1744–1745 Neubau der Alten Pfarrkirche hl. Petrus in Weerberg
- 1745 Neubau des Widums in Fulpmes
- 1746–1747 Neubau der Pfarrkirche Fulpmes, mit dem Bildhauer Joseph Stapf (Füssener Schule), die Ausführung oblag Matthias und Johann Michael Umhauser
- 1746–1747 Neubau der Filialkirche hl. Margareth in Medraz zeitgleich wie die Pfarrkirche Fulpmes
- 1748–1749 Neubau der Pfarrkirche hl. Kreuz in Schönberg im Stubaital, vermutlich mit Baumeister Johann Michael Umhauser
- 1750 Neubau Pfarrkirche in Gossensaß
- 1751 Neubau der Pfarrkirche hl. Stephanus in Anras
- 1751–1755 Bauleitung zur Wiltener Basilika in Innsbruck-Wilten, die Baupläne erstellte der Bildhauer Joseph Stapf, die Ausführung oblag Matthias und Johann Michael Umhauser
- 1753–1754 Neubau des Widums nördlich der Pfarrkirche in Schönberg im Stubaital
- 1754–1755 Neubau der Pfarrkirche hl. Pankratius in Telfes im Stubai, vermutlich mit Johann Michael Umhauser
- 1756 Barockisierung der ehemaligen Pfarrkirche und nun Totenkapelle in Navis
- 1756–1757 Neubau der Pfarrkirche Schmirn hl. Josef
- 1758–1759 Umbau und Ausbau der Pfarrkirche Unsere liebe Frau Maria Schnee in Gschnitz
- 1760 Neubau der Pfarrkirche hl. Nikolaus von Johann Michael Umhauser, Außenbau im Typus von Penz
- 1760 Neubau des Widum nördlich der Pfarrkirche hl. Josef in Schmirn
- 1762–1764 Neubau der Pfarrkirche Obertilliach hl. Ulrich
- 1763–1765 Neubau der Pfarrkirche hl. Erasmus in Steinach am Brenner
- 1764–1766 Neubau des Kreuzkirchls in Pill
- 1765–1768 Neubau der Kirche der Congregatio Jesu in Brixen
- 1768–1774 Neubau der Pfarrkirche hl. Georg in Neustift im Stubaital